# 杉山純一
杉山 純一（すぎやま じゅんいち、1957年6月19日 - ）は、日本の政治家。福島県会津美里町長（1期）。元福島県議会議員（5期）、元福島県議会議長。

## 来歴
福島県会津美里町出身。福島県立大沼高等学校卒業。1980年（昭和55年）3月、東京農業大学農学部卒業。1987年（昭和62年）3月、福島県議会議員の斎藤文昭の秘書となる。1993年（平成5年）7月の第40回衆議院議員総選挙で斎藤は初当選。引き続き秘書を務めるが、斉藤は1996年（平成8年）の衆院選で落選した。
2003年（平成15年）、福島県議会議員選挙に大沼郡選挙区（定数1）から自由民主党公認で立候補し、現職の杉原稔を破り初当選した。2015年（平成27年）12月から2017年（平成29年）11月まで福島県議会議長を務めた。
2019年（平成31年）、5期目の当選を果たす。
2021年（令和3年）2月25日、会津美里町長の渡部英敏が官製談合防止法違反と公契約関係競売入札妨害の疑いで逮捕される。同年3月8日、渡部は辞職。渡部の辞職に伴って4月25日に行われた会津美里町長選挙に立候補し、前副町長の鈴木直人を破り初当選した。